# سوق الديرة
سوق الديرة، أو ما يعرف باسم سوق أوشيقر أحد أسواق مدينة الرياض عاصمة المملكة العربية السعودية، يعتبر السوق أحد أجزاء منطقة قصر الحكم التجارية، يقع سوق الديرة جنوب ساحة الإمام محمد بن سعود في موقع سوق المقيبرة القديم بجوار مبنى أمانة مدينة الرياض، ويضم السوق 400 محل تجاري لبيع سلع متنوعة، بالإضافة لمكاتب للصرافة وأنشطة أخرى متعددة، تم تطوير سوق الديرة من قبل الشركة السعودية لمركز المعيقلية التجاري.

## عراقة السوق
يعتبر السوق إلى الآن موجوداً، وكان منذ القدم سوقاً لأهالي الرياض والمناطق المجاورة والعمال من اليمن، حتى الأجانب والأوروبيين حيث يجدون بالسوق السلع التقليدية واليدوية القديمة.

## انظر ايضاً
- سوق عكاظ
- سوق مجنة

## وصلات خارجية
- أسواق الديرة.. ملتقى الجنسيات في الرياض.